# Östertjärnen (Gåxsjö socken, Jämtland)
Östertjärnen är en sjö i Strömsunds kommun i Jämtland och ingår i Indalsälvens huvudavrinningsområde.